# Последний пост
«Последний пост» (англ. The Last Post) — британский драматический сериал 2017 года, транслирующийся на телеканале BBC One. Его действие разворачивается в 1965 году во время Аденского кризиса в Йемене. В центре сюжета драмы — солдаты британской армии и их семьи, живущие в страхе перед постоянно полыхающими террористическими мятежами.
Съёмки сериала проходили в южноафриканском городке Кейптаун. Премьера первой серии состоялась 1 октября 2017 года.

## Сюжет
Шестисерийная военная драма Питера Моффата основывается на собственных детских воспоминаниях сценариста о службе его отца в Королевской военной полиции, а также трудностях, с которыми приходилось сталкиваться его матери, пытающейся смириться с жизнью офицерской жены. Сериал окунает зрителей в Йемен шестидесятых годов прошлого века и показывает, насколько тяжёлыми и опасными были обычные будни солдат Британской империи во времена разгара Аденского кризиса.

## В ролях
- Джесси Бакли — Хонор Мартин
- Стивен Кэмпбелл Мур — лейтенант Эд Лейтуэйт
- Аманда Дрю[англ.] — Мэри Маркам
- Бен Майлз — майор Гарри Маркам
- Джереми Ноймарк Джонс — капитан Джо Мартин
- Джессика Рэйн — Элисон Лейтуэйт
- Крис Райли[англ.] — сержант Алекс Бакстер
- Аудад Эльма[англ.] — Юсра Саид
- Том Глинн-Карни — младший капрал Тони Армстронг
- Эсси Дэвис — Марта Франклин
- Луис Гриторекс[англ.] — младший капрал Пол Стоунхэм
- Кевин Саттон — капрал Израиль Орчовер

## Саундтрек
Музыку к сериалу написал британский дуэт Solomon Grey. В настоящее время официальный саундтрек можно послушать, например, на «Яндекс.Музыке».